# Maja Dahlqvist
Maja Dahlqvist (Borlänge, 15 de abril de 1994) es una deportista sueca que compite en esquí de fondo.
Participó en los Juegos Olímpicos de Pekín 2022, obteniendo tres medallas, plata en las pruebas de velocidad individual y velocidad por equipo (junto con Jonna Sundling) y bronce en el relevo (con Ebba Andersson, Frida Karlsson y Jonna Sundling).
Ganó cinco medallas en el Campeonato Mundial de Esquí Nórdico entre los años 2019 y 2025.

## Palmarés internacional
| Juegos Olímpicos   | Juegos Olímpicos      | Juegos Olímpicos  | Juegos Olímpicos     |
| Año                | Lugar                 | Medalla           | Prueba               |
| ------------------ | --------------------- | ----------------- | -------------------- |
| 2022               | Pekín (China)         | Medalla de plata  | Velocidad individual |
| 2022               | Pekín (China)         | Medalla de plata  | Velocidad por equipo |
| 2022               | Pekín (China)         | Medalla de bronce | Relevo 4 × 5 km      |
| Campeonato Mundial |                       |                   |                      |
| Año                | Lugar                 | Medalla           | Prueba               |
| 2019               | Seefeld (Austria)     | Medalla de oro    | Velocidad por equipo |
| 2021               | Oberstdorf (Alemania) | Medalla de oro    | Velocidad por equipo |
| 2023               | Planica (Eslovenia)   | Medalla de bronce | Velocidad individual |
| 2023               | Planica (Eslovenia)   | Medalla de bronce | Relevo 4 × 5 km      |
| 2025               | Trondheim (Noruega)   | Medalla de oro    | Velocidad por equipo |